# Rein de Waal
Reindert Berend Jan (Rein) de Waal (Amsterdam, 24 november 1904 – aldaar, 31 mei 1985) was een Nederlands hockeyer, die voor Nederland deelnam aan de Olympische Zomerspelen in Amsterdam in 1928 en die van Berlijn in 1936.
Bij zijn olympisch debuut, ten overstaan van het eigen publiek in Amsterdam, won De Waal met de Nederlandse hockeyploeg de zilveren medaille, na in de finale verloren te hebben van het destijds oppermachtige Brits-Indië: 0-3. Twee jaar daarvoor had De Waal er hoogstpersoonlijk voor gezorgd dat Nederland zich committeerde aan de internationale hockeyregels; voortaan werd gespeeld met een harde witte bal en niet meer met de zogeheten 'sinaasappelbal'.
Acht jaar later gaf De Waal leiding aan de nationale ploeg bij de Spelen van Berlijn, alwaar hij namens Nederland de vlag droeg tijdens de openingsceremonie en de hockeyploeg de bronzen medaille won. De Tweede Wereldoorlog maakte een einde aan zijn actieve sportcarrière. De Waal speelde in totaal zestig interlands, waarin hij eenmaal scoorde.
Als speler-coach leidde hij hockeyclub Amsterdam naar vier landstitels: 1932, 1933, 1934 en 1937. In totaal won hij negen landskampioenschappen met Nederlands oudste hockeyvereniging. Later nam De Waal de nationale ploeg onder zijn hoede, met wie hij in 1952 olympisch zilver won. Zijn autoriteit was groot. 'Het was een man waar iedereen een beetje angstig voor was; waar iedereen beleefd tegen was, laat ik het zo zeggen', herinnerde een van zijn pupillen, oud-international Jan Willem van Erven Dorens, zich later.
Vier jaar later, aan de vooravond van de Spelen van Melbourne (1956), beleefde De Waal de grootste deceptie uit zijn sportloopbaan. Vier dagen voor vertrek naar Australië besloot het Nederlands Olympisch Comité, de voorloper van NOC*NSF, af te zien van deelname wegens de Russische inval in Hongarije. Met tranen in de ogen bracht hij zijn spelers op de hoogte van het besluit. Niet veel later nam De Waal enigszins verbitterd afscheid van de hockeysport, om zich daarna zelden of nooit meer te vertonen op of langs de velden.
Jan Ankerman · 
Jan Brand · 
Emile Duson · 
Gerrit Jannink · 
Adriaan Katte · 
August Kop · 
Paul van de Rovaart · 
Ab Tresling · 
Robert van der Veen · 
Hendrik Philip Visser 't Hooft · 
Rein de Waal · 
C. J. J. Hardebeck · 
T. F. Hubrecht · 
G. Leembruggen · 
H. J. L. Mangelaar Meertens · 
Otto Muller von Czernicki · 
W. J. van Citters · 
C. J. van der Hagen · 
Tonny van Lierop · 
J. J. van Tienhoven van den Bogaard · 
J. M. van Voorst van Beest · 
N. Wenholt · 
Coach: Jaap Quarles van Ufford
Ernst van den Berg · 
Piet Gunning · 
Ru van der Haar · 
Inge Heijbroek · 
Tonny van Lierop · 
Henk de Looper · 
Jan de Looper · 
Aat de Roos · 
Hans Schnitger · 
René Sparenberg · 
Rein de Waal · 
Max Westerkamp · 
Coach: Joop Wagener